# Семья Джексонов
Семья Джексонов (Джексоны) — семья музыкантов, исполняющих музыку в стиле ритм-н-блюз, соул, рок, поп, диско. Среди музыкальных групп наиболее успешной являлась группа The Jackson 5, среди сольных исполнителей — Майкл Джексон и Джанет Джексон.
С семьей Джексонов связано много скандалов, в частности обвинения Майкла Джексона в растлении малолетних (1993), скандал с выступлением в 2004 году Джанет Джексон, обнажившей грудь во время выступления в прямом эфире, а также многочисленные публичные ссоры между членами семьи. Также семья Джексонов внесла огромный вклад в развитие мира шоу-бизнеса. За последние годы[когда?] некоторые представители семьи получили ряд наград за свои заслуги в музыкальной индустрии. В 1997 году группа Jackson 5 была включена в список Зала славы рок-н-ролла. Майкл и Джанет получили по персональной звезде на голливудской «Аллее славы» в 1980, 1984 и 1990 годах.

## Первое поколение
Джозеф Уолтер Джексон родился 26 июля 1928 года в маленьком городке штата Арканзас. Когда Джо было 12, его родители развелись, он и его отец Сэмюэль Джексон переехали в Оклэнд. Сразу после окончания школы Джозеф перебрался в Калифорнию, где недолгое время был боксёром, однако в связи с болезнью матери был вынужден переехать в Западный Чикаго, Индиана, чтобы ухаживать за ней. Именно там он встретил Кэтрин Скруз. 5 ноября 1949 года они и переехали в двухкомнатный дом стоимостью 800$ в городе Гэри, Индиана. Именно здесь Джозеф основал группу The Falcons, исполнявшую музыку в стиле ритм-н-блюз. Однако спустя 2 года Джо устроился крановщиком на сталелитейном заводе. Умер 27 июня 2018 года.

## Второе поколение
До встречи с Кэтрин, у Джозефа был кратковременный бездетный брак с другой женщиной.
Джозеф во второй раз женился в 1949 году на своей подруге Кэтрин.
В браке у них родилось 10 детей. Один из них, Брендон (близнец Марлона), умер вскоре после рождения. Все остальные стали профессиональными музыкантами:
- Маурин Рейлит «Рэбби» Джексон (родилась 29 мая 1950)
- Зигмунд Эско «Джеки» Джексон (родился 4 мая 1951)
- Ториано Эдэрилл «Тито» Джексон (15 октября 1953 – 15 сентября 2024)
- Жермен Ла Джон Джексон (родился 11 декабря 1954)
- Ла Тойя Ивонна Джексон (родилась 29 мая 1956)
- Марлон Дэвид Джексон (родился 12 марта 1957)
- Брендон Джексон (умер при рождении 12 марта 1957)
- Майкл Джозеф Джексон (29 августа 1958 — 25 июня 2009)
- Стивен Рэнделл «Рэнди» Джексон (родился 31 октября 1961)
- Джанет Дамита Джо Джексон (родилась 16 мая 1966)

Также у Джозефа есть внебрачная дочь от отношений с Шерилл Террел, не занимающаяся музыкальной деятельностью и далекая от шоу-бизнеса:
- Джо Вонни Джексон (родилась 30 августа 1974)

## Третье поколение

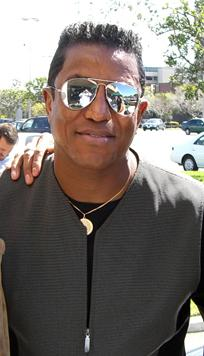
Жермен Джексон

Ребби Джексон и Натаниэль Браун (умер в 2012 году) имеют трёх общих детей:
- Стейси Браун (р. 5 мая 1971) — Воспитывает сына Лондона Блю (род. 25 июля 2005)
- Яши Браун (р. 5 октября 1977)
- Остин «Огги» Браун (р. 22 ноября 1985)

Джеки Джексон и Энид Спэнн (умерла в 1992 году) имеют двух общих детей:
- Зигмунд Эско «Зигги» Джексон младший (р. 29 июня 1977)
- Бренди Джексон (р. 6 февраля 1982)

Джеки Джексон и Эмили Бесселинк воспитывают двух общих детей:
- Ривэ (родился в 2014 г.)
- Джейлен (родился в 2014 г.)

Тито Джексон и Дэлорез «Ди Ди» Мартез (убита в 1994 году) имеют трёх общих детей:
- Ториано Эдэрилл Джексон младший (р. 4 августа 1973)
- Тэрилл Джексон (р. 8 августа 1975)
- Тито Джо «ТJ» Джексон (р. 16 июля 1978)

Джермейн Джексон и Хейзел Горди имеют трёх общих детей:
- Джермейн Ла Джон Джексон младший (р. 27 января 1977)
- Отэм Джой Джексон (р.10 июля 1978)
- Джейми Джексон (р. 17 марта 1987)

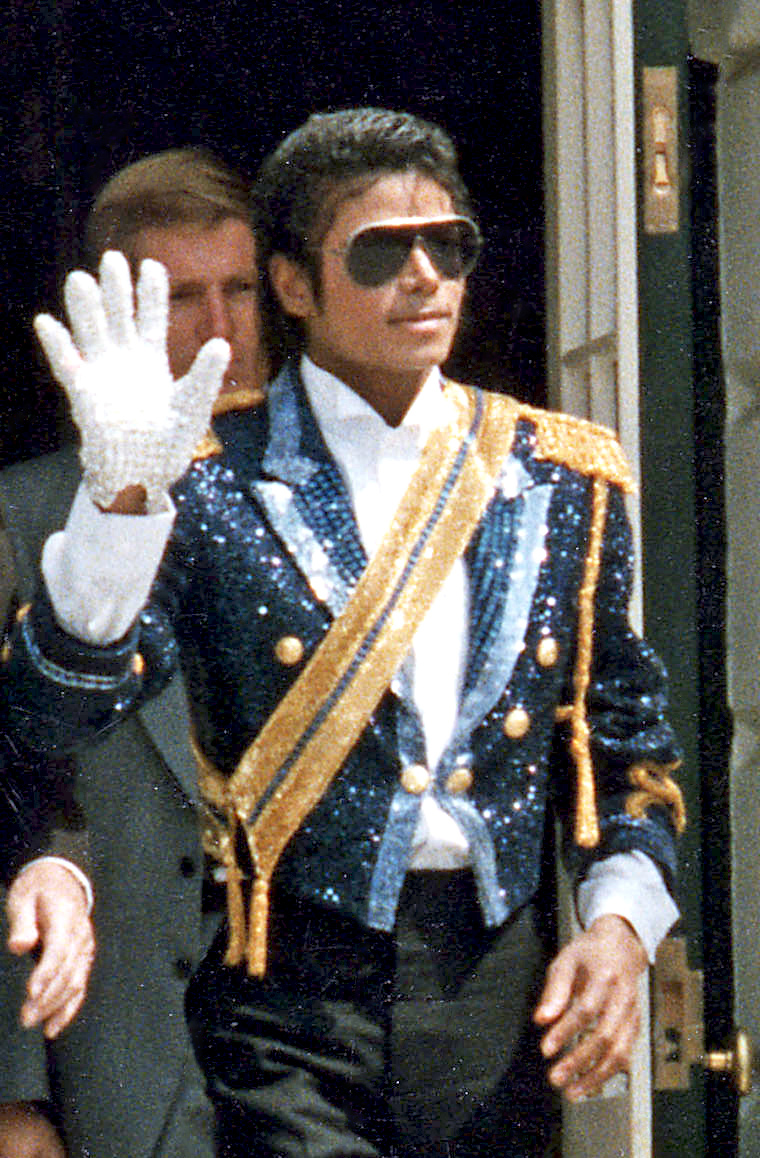
Майкл Джексон

Джермейн Джексон и Маргарет Мальдонадо имеют двух общих детей:
- Джереми (1986)
- Джеймерни (1989)

Джермейн Джексон и Алехандра Оазиаза имеют трёх общих детей:
- Джаафар Джексон (р. 25 июля 1996)
- Джермаджести Джексон (р. 7 октября 2000)

Также у Джермейна есть дочь Дан Джексон (р. 6 марта 1984)
Марлон Джексон и Кэрол Паркер имеют трёх общих детей:
- Валенсия Джексон (р. 18 декабря 1976). У неё двое детей — сын Ноа (р. 18 августа 2006) и дочь София (р. 11 ноября 2007)
- Бриттани Джексон (р. 15 апреля 1979). У неё также двое детей: сын Феникс (р. 27 июля 2010) и дочь Саванна (р. 2 сентября 2011)
- Марлон Дэвид Джексон младший (р. 23 сентября 1981)

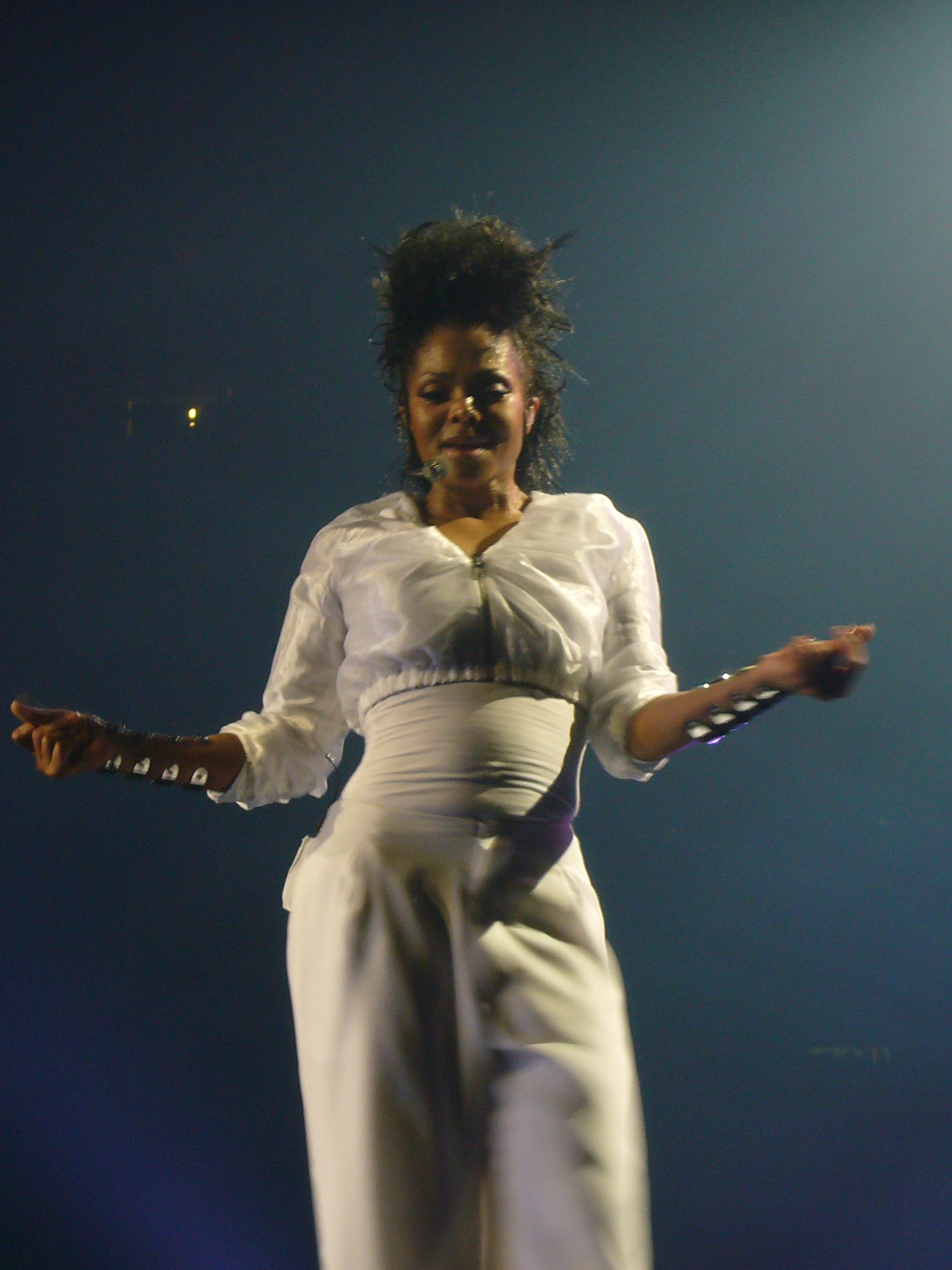
Джанет Джексон

Майкл Джексон и Деббора Роу имеют двух общих детей:
- Принс Майкл Джозеф Джексон (р. 13 февраля 1997)
- Пэрис Майкл Кэтрин Джексон (р. 3 апреля 1998)

Также у Майкла есть сын Принц Майкл Джозеф «Бланкет» Джексон (р. 21 февраля 2002)
Рэнди Джексон и Элиза Шэффел имеют 1 общего ребёнка:
- Стивэнна Джексон (р. 17 июня 1990)

Рэнди Джексон и Алехандра Оазиаза имеют двух общих детей:
- Женевьева Кэтрин Джексон (р. 3 декабря 1989)
- Стивен Рэндэлл Джексон (р. 2 октября 1991)
- Третий ребёнок Донте (1989) усыновлен и не является для пары родным

Джанет Джексон и Виссам аль-Мана имеют 1 ребёнка:
- Исса аль-Мана (р. 3 января 2017)

## Дискография семьи
В таблице перечислены студийные альбомы всех членов семьи Джексонов (не считая EP).
| Год  | Название                                  | Hot 200 | Примечания                                    |
| ---- | ----------------------------------------- | ------- | --------------------------------------------- |
| 1969 | Diana Ross Presents the Jackson 5         | 5       | Первый альбом The Jackson 5                   |
| 1970 | ABC                                       | 4       | Второй альбом The Jackson 5                   |
| 1970 | Third Album                               | 4       | Третий альбом The Jackson 5                   |
| 1970 | Jackson 5 Christmas Album                 | —       | Четвёртый альбом The Jackson 5                |
| 1971 | Maybe Tomorrow                            | 11      | Пятый альбом The Jackson 5                    |
| 1972 | Got to Be There                           | 14      | Первый альбом Майкла                          |
| 1972 | Lookin' Through the Windows               | 7       | Шестой альбом The Jackson 5                   |
| 1972 | Jermaine                                  | 27      | Первый альбом Джермейна                       |
| 1972 | Ben                                       | 5       | Второй альбом Майкла                          |
| 1973 | Skywriter                                 | 44      | Седьмой альбом The Jackson 5                  |
| 1973 | Music & Me                                | 92      | Третий альбом Майкла                          |
| 1973 | Come into My Life                         | 152     | Второй альбом Джермейна                       |
| 1973 | Jackie Jackson                            | —       | Первый альбом Джеки                           |
| 1973 | G.I.T.: Get It Together                   | 100     | Восьмой альбом The Jackson 5                  |
| 1974 | Dancing Machine                           | 16      | Девятый альбом The Jackson 5                  |
| 1975 | Forever, Michael                          | 101     | Четвёртый альбом Майкла                       |
| 1975 | Moving Violation                          | 36      | Десятый альбом The Jackson 5                  |
| 1976 | My Name Is Jermaine                       | 164     | Третий альбом Джермейна                       |
| 1976 | The Jacksons                              | 36      | Первый (одиннадцатый) альбом The Jacksons     |
| 1977 | Feel the Fire                             | 174     | Четвёртый альбом Джермейна                    |
| 1977 | Goin' Places                              | 63      | Второй (двенадцатый) альбом The Jacksons      |
| 1978 | Frontiers                                 | —       | Пятый альбом Джермейна                        |
| 1978 | Destiny                                   | 11      | Третий (тринадцатый) альбом The Jacksons      |
| 1979 | Off the Wall                              | 3       | Пятый альбом Майкла                           |
| 1980 | Let’s Get Serious                         | 6       | Шестой альбом Джермейна                       |
| 1980 | La Toya Jackson                           | 116     | Первый альбом Ла Тойи                         |
| 1980 | Triumph                                   | 10      | Четвёртый (четырнадцатый) альбом The Jacksons |
| 1980 | Jermaine                                  | 44      | Седьмой альбом Джермейна                      |
| 1981 | My Special Love                           | 175     | Второй альбом Ла Тойи                         |
| 1981 | I Like Your Style                         | 86      | Восьмой альбом Джермейна                      |
| 1982 | Let Me Tickle Your Fancy                  | 46      | Девятый альбом Джермейна                      |
| 1982 | Janet Jackson                             | 63      | Первый альбом Джанет                          |
| 1982 | Thriller                                  | 1       | Шестой альбом Майкла                          |
| 1984 | Heart Don’t Lie                           | 149     | Третий альбом Ла Тойи                         |
| 1984 | Jermaine Jackson                          | 19      | Десятый альбом Джермейна                      |
| 1984 | Victory                                   | 4       | Пятый (пятнадцатый) альбом The Jacksons       |
| 1984 | Centipede                                 | 63      | Первый альбом Ребби                           |
| 1984 | Dream Street                              | 147     | Второй альбом Джанет                          |
| 1986 | Control                                   | 1       | Третий альбом Джанет                          |
| 1986 | Precious Moments                          | 46      | Одиннадцатый альбом Джермейна                 |
| 1986 | Imagination                               | —       | Четвёртый альбом Ла Тойи                      |
| 1986 | Reaction                                  | 54      | Второй альбом Ребби                           |
| 1987 | Baby Tonight                              | —       | Единственный альбом Марлона                   |
| 1987 | Bad                                       | 1       | Седьмой альбом Майкла                         |
| 1988 | R U Tuff Enuff                            | —       | Третий альбом Ребби                           |
| 1988 | La Toya                                   | —       | Пятый альбом Ла Тойи                          |
| 1989 | 2300 Jacksons Street                      | 59      | Шестой (шестнадцатый) альбом The Jacksons     |
| 1989 | Don’t Take It Personal                    | 115     | Двенадцатый альбом Джермейна                  |
| 1989 | Be the One                                | —       | Второй альбом Джеки                           |
| 1989 | Janet Jackson’s Rhythm Nation 1814        | 1       | Четвёртый альбом Джанет                       |
| 1989 | Randy & the Gypsys                        | —       | Единственный альбом Randy & the Gypsys        |
| 1990 | Bad Girl                                  | —       | Шестой альбом Ла Тойи                         |
| 1991 | No Relations                              | —       | Седьмой альбом Ла Тойи                        |
| 1991 | You Said                                  | —       | Тринадцатый альбом Джермейна                  |
| 1991 | Dangerous                                 | 1       | Восьмой альбом Майкла                         |
| 1993 | .janet                                    | 1       | Пятый альбом Джанет                           |
| 1994 | From Nashville to You                     | —       | Восьмой альбом Ла Тойи                        |
| 1995 | Stop in the Name of Love                  | —       | Девятый альбом Ла Тойи                        |
| 1995 | HIStory: Past, Present and Future, Book I | 1       | Девятый альбом Майкла                         |
| 1995 | Brotherhood                               | 7       | Первый альбом 3T                              |
| 1997 | The Velvet Rope                           | 1       | Шестой альбом Джанет                          |
| 1998 | Yours Faithfully                          | 28      | Четвёртый альбом Ребби                        |
| 2001 | All for You                               | 1       | Седьмой альбом Джанет                         |
| 2001 | Invincible                                | 1       | Десятый альбом Майкла                         |
| 2004 | Damita Jo                                 | 2       | Восьмой альбом Джанет                         |
| 2004 | Identity                                  | —       | Второй альбом 3T                              |
| 2006 | 20 Y.O.                                   | 2       | Девятый альбом Джанет                         |
| 2008 | Y’all Ain’t Ready                         | —       | Единственный альбом Modern Day Poets          |
| 2008 | Discipline                                | 1       | Десятый альбом Джанет                         |
| 2012 | I Wish You L.O.V.E.                       | —       | Четырнадцатый альбом Джермейна                |
| 2015 | Unbreakable                               | 1       | Одиннадцатый альбом Джанет                    |
| 2015 | Chapter III                               | —       | Третий альбом 3T                              |
| 2016 | TITO Time                                 | —       | Первый альбом Тито                            |
| 2019 | Crazy Love                                | —       | Первый альбом Тэррила                         |
| 2020 | Wilted                                    | —       | Первый альбом Пэрис                           |

## На телевидении
- Goin' Back to Indiana (1971, телефильм-бенефис)
- The Jackson 5ive (1971—1972,  мультсериал)
- The Jackson 5 Show (1972, телефильм-бенефис)
- The Jacksons (1976—1977, варьете-телешоу)
- The Jacksons: An American Dream (1992,  художественный мини-сериал)
- The Jacksons Family Honors (1994, праздничный телеконцерт)
- The Jacksons: A Family Dynasty (2009—2010, реалити-шоу)
- The Jacksons: Next Generation (2015, реалити-шоу)
- Безымянный документальный сериал про The Jacksons (2025)